# Nova Olímpia (Mato Grosso)
Nova Olímpia is een gemeente in de Braziliaanse deelstaat Mato Grosso. De gemeente telt 20.944 inwoners (schatting 2009).